# Kiel-Exerzierplatz

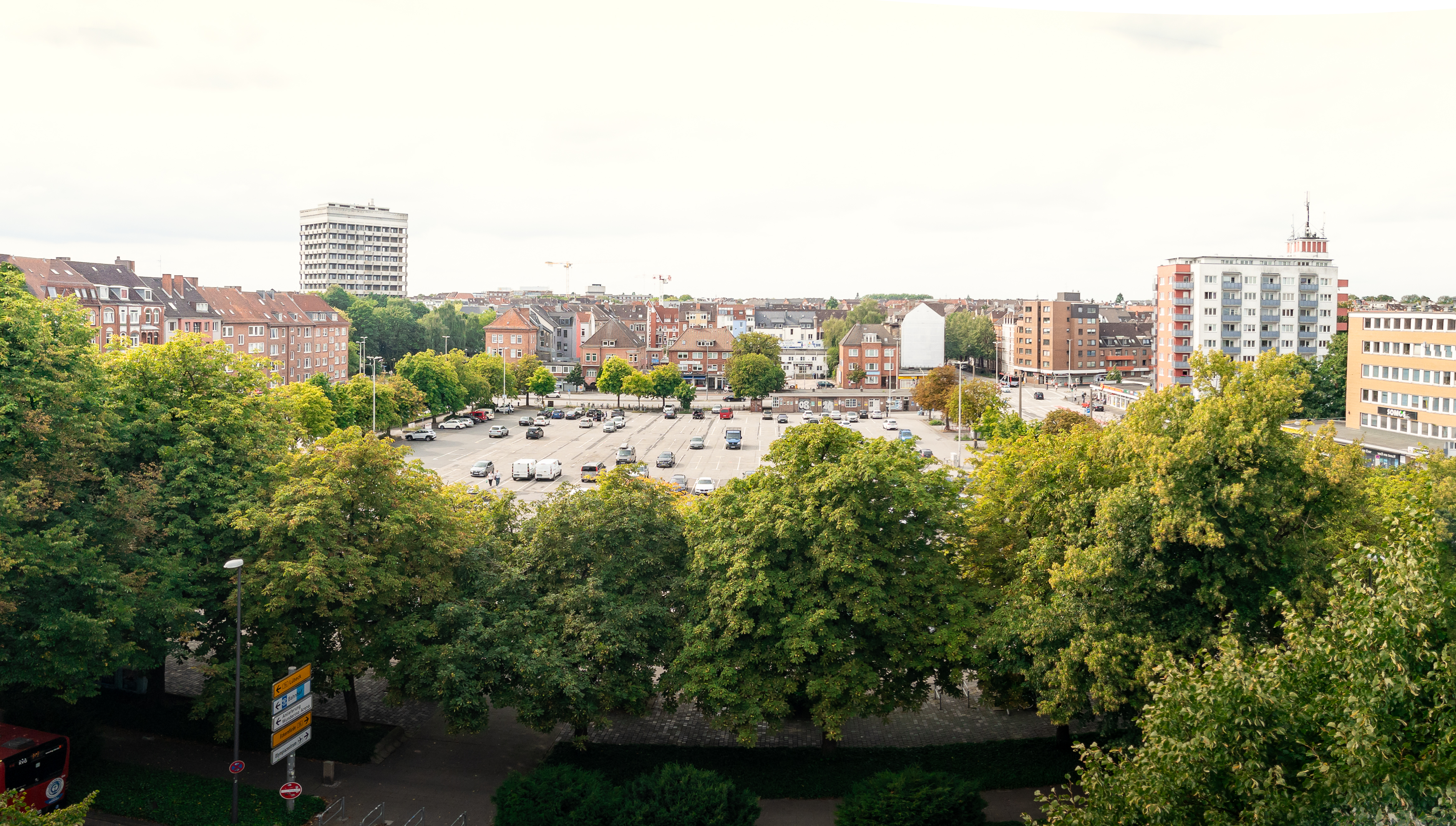
Der Exerzierplatz in Kiel

Exerzierplatz ist ein Stadtteil von Kiel. Der Stadtteil umfasst 42 ha und zählt 6314 Einwohner (Stand 31. März 2024). Er zeichnet sich durch seine hohe Bevölkerungsdichte und seine hohe Dichte an Geschäften aus.

## Stadtteilgrenzen
Der Grenzverlauf des Stadtteils Exerzierplatz folgt derzeit (2010) im Norden beginnend und im Uhrzeigersinn fortfahrend folgenden Straßen und Plätzen: Klopstockstraße, Fleethörn, Rathausstraße, Exerzierplatz, Sandkuhle, Schülperbaum, Königsweg, Ringstraße, Hermann-Weigmann-Straße, Stephan-Heinzel-Straße, Sternstraße und Goethestraße.

## Namensgebung
Der Stadtteil Exerzierplatz hat seinen Namen von dem gleichnamigen Platz, der heute als Markt- und Parkplatz genutzt wird. Die Kieler nennen diesen Platz seit Generationen „Exer“. Der Exerzierplatz wurde von 1744 bis 1846 von dänischen und deutschen Garnisonstruppen zum Exerzieren genutzt. 1904 wurde der Wochenmarkt von der Altstadt auf den „Exer“ verlegt.

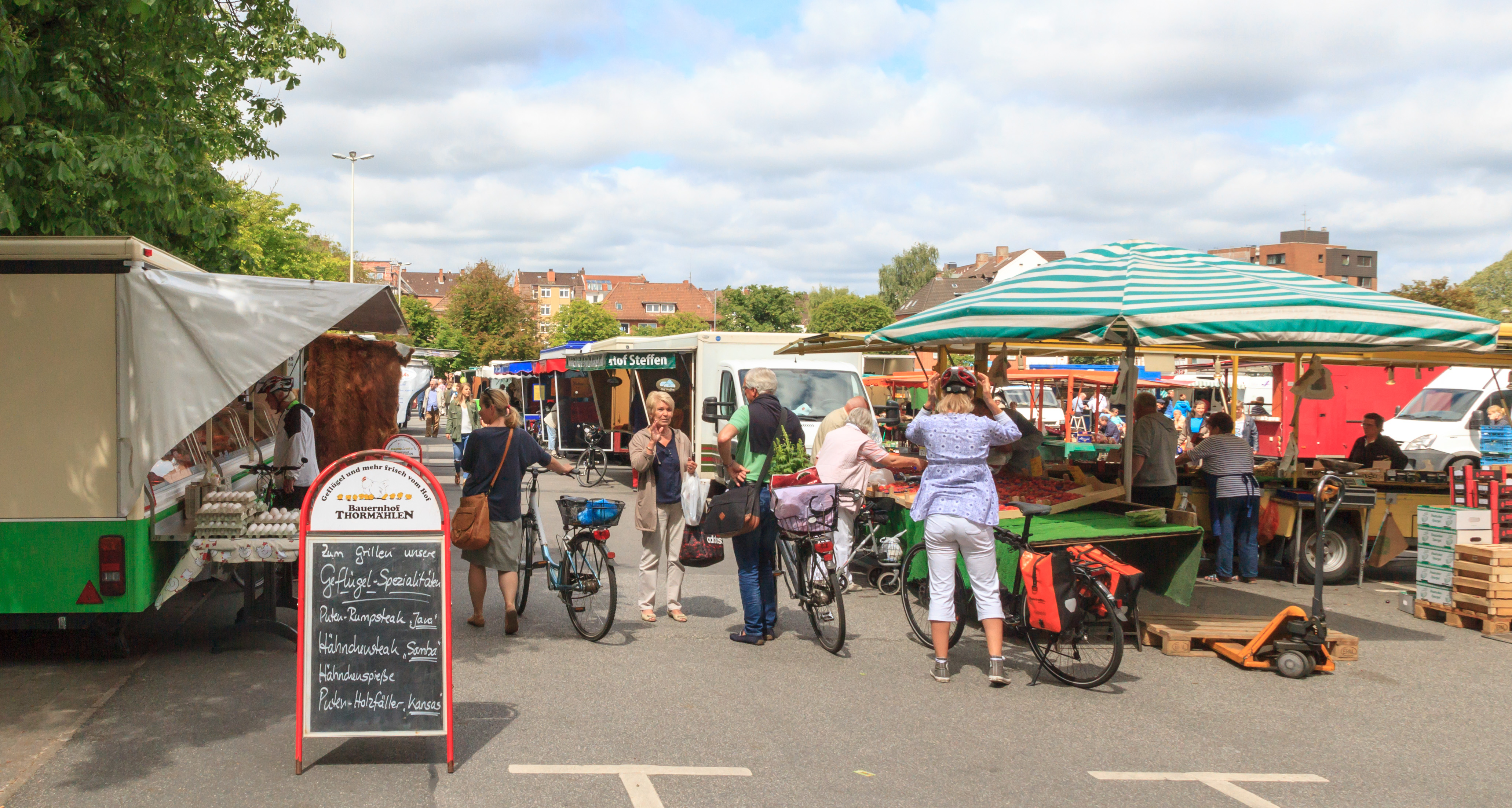
Wochenmarkt auf dem Exerzierplatz (2017)
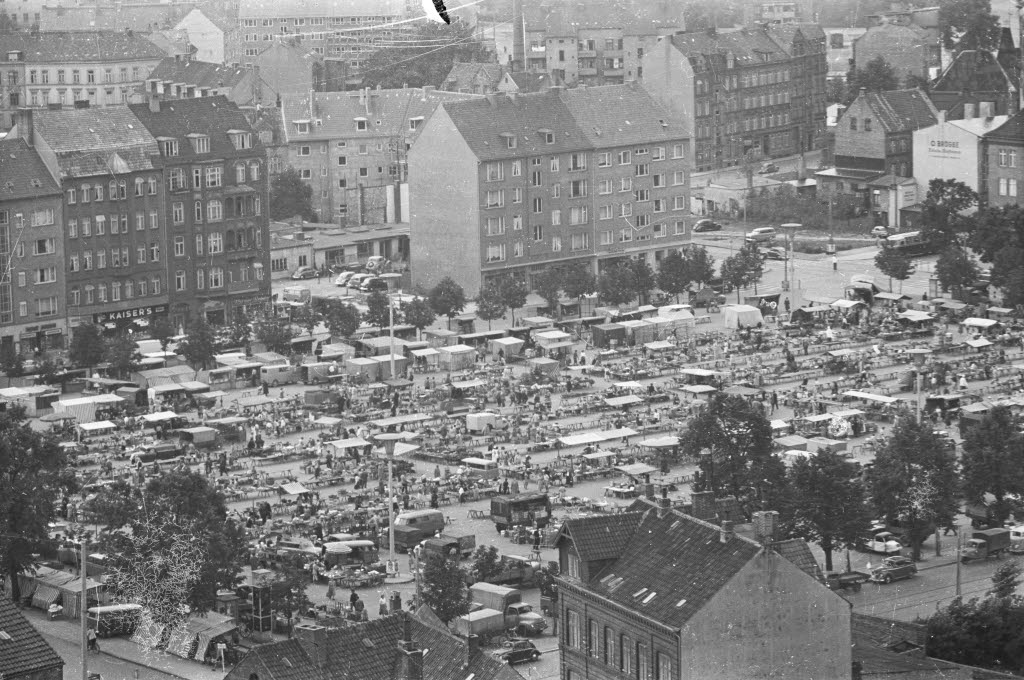
1957
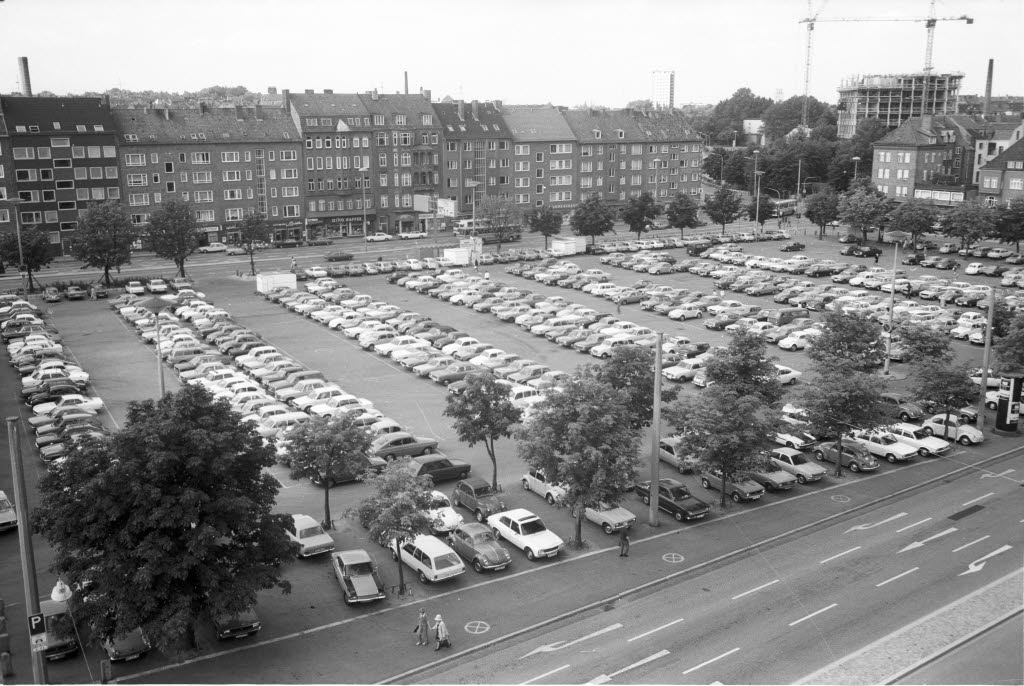
Exerzierplatz als Parkplatz (1976)

## Geschichte

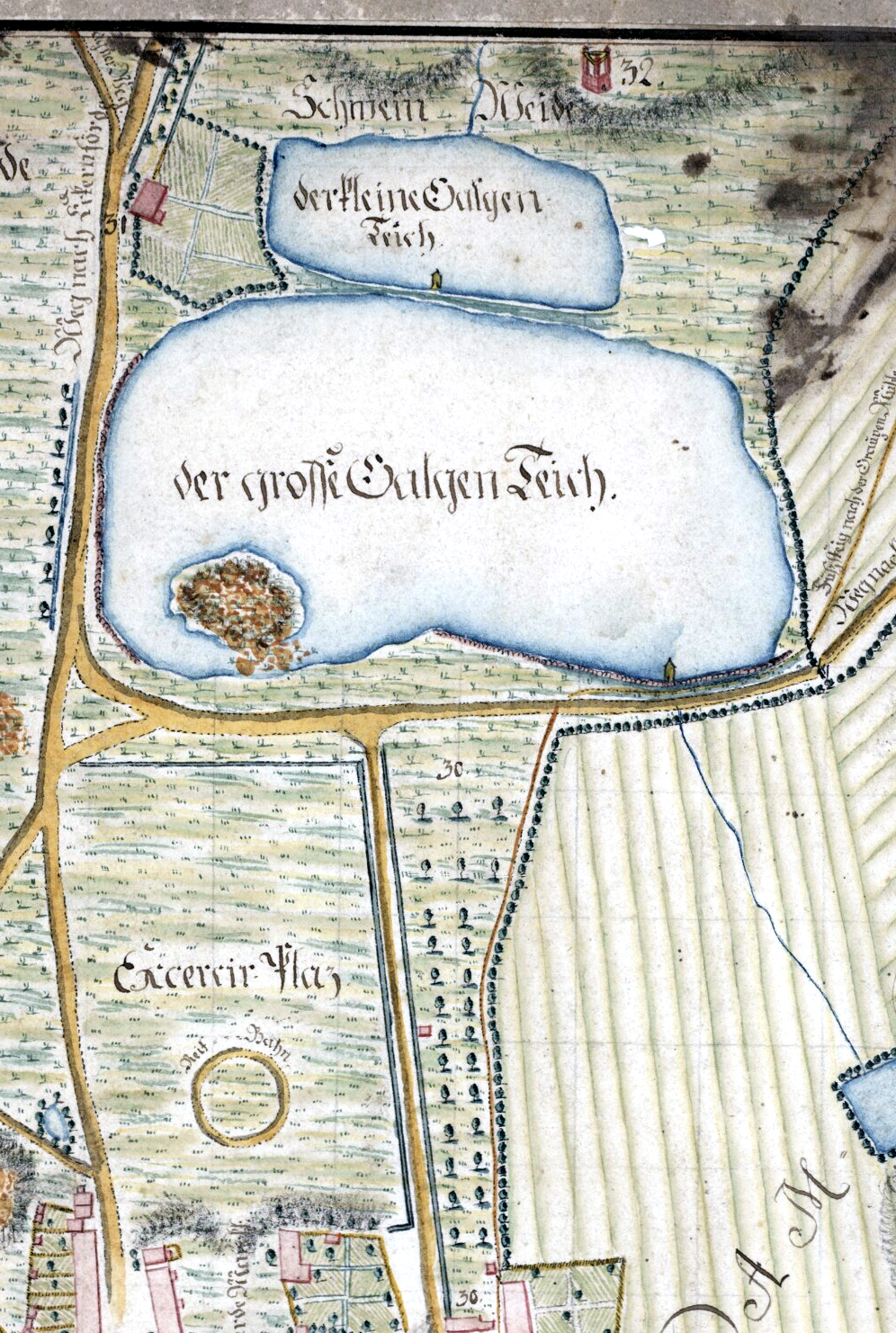
Ausschnitt aus Karte von 1786: Exerzierplatz sowie kleiner und großer Galgenteich, ganz nördlich (oben) der Galgen

Ab dem 15. Jahrhundert wurden öffentliche Hinrichtungen nicht mehr auf dem Alten Markt im Zentrum der Stadt vorgenommen, sondern ein neuer Galgen vor den Toren der Stadt errichtet. Dieser Galgen stand im Westen des heutigen Stadtteils Exerzierplatz. Die beiden angrenzenden Seen nannte man in der Folgezeit „Großer und Kleiner Galgenteich“.
Bis ins 18. Jahrhundert war das Gebiet des heutigen Stadtteils Exerzierplatz nahezu unbebaut. Von 1803 bis 1885 lag der Botanische Garten der Universität zwischen den Straßen Prüne, Schülperbaum und Kirchhofallee. Stadtpläne aus den Jahren 1806 und 1853 zeigen Bebauung nur im Südosten des Stadtteils. Die beiden Galgenteiche wurden bis 1887 zugeschüttet.

## Schule
- Kieler Kosmetikschule – Ergänzungsschule für Kosmetik und Fußpflege